# Napaktulik Lake
Napaktulik Lake är en sjö i Kanada. Den ligger i territoriet Nunavut, i den centrala delen av landet. Napaktulik Lake ligger 381 meter över havet och arean är 1 080 kvadratkilometer.  Den sträcker sig 60,6 kilometer i nord-sydlig riktning, och 39,5 kilometer i öst-västlig riktning.
Trakten runt Napaktulik Lake består i huvudsak av gräsmarker. Trakten runt Napaktulik Lake är nära nog obefolkad, med mindre än två invånare per kvadratkilometer.